# NGC 4800
NGC 4800 (również PGC 43931 lub UGC 8035) – galaktyka spiralna (Sb), znajdująca się w gwiazdozbiorze Psów Gończych. Odkrył ją William Herschel 1 kwietnia 1788 roku.